# Macarthuria
Macarthuria es un género de plantas dicotiledóneas perteneciente a la familia de las limeáceas. Comprense unas 21 especies que se distribuyen en Australia. Anteriormente, este género había sido dispuestos en la familia Molluginaceae.

## Especies seleccionadas
- Macarthuria apetala
- Macarthuria australis
- Macarthuria complanata
- Macarthuria ephedmides
- Macarthuria ephedroides
- Macarthuria foliosa
- Macarthuria georgeana
- Macarthuria intricata
- Macarthuria keigheryi
- Macarthuria neocambrica
- Macarthuria vertex